# Collection J
La collection J (J pour Junior) est une collection française de romans pour la jeunesse créée par les éditions ODEJ et publiée de 1959 à 1963. Elle comprend soixante et un titres : des classiques français et anglo-saxons, des séries telles que Le Club des cinq ou Une enquête des sœurs Parker, des westerns, du fantastique et quelques titres contemporains de science-fiction.

## Aspect extérieur des livres
Les volumes se présentent sous forme cartonnée in-8, reliés et numérotés. 
De couleur bleue ou rouge, ils comptent entre 180 et 215 pages et quatre illustrations en couleur hors texte de pleine page. 

## Liste exhaustive des romans publiés
- N°01 : Mon oncle, 1959, de J. C. Carrière, D'après le film de Jacques Tati (illustrations de Cattaneo)
- N°02 : Princes du ciel, 1959, de Georges Blond (illustrations de Cattaneo)
- N°03 : Un Américain à la cour du roi Arthur, 1959, de Mark Twain
- N°04 : Hopalong Cassidy, 1959, de Clarence Mulford (illustrations de Cattaneo)
- N°05 : Tigres du Gange, 1959, de Luigi Motta (illustrations de Cattaneo)
- N°06 : Sissi, 1959, d'Elizabeth Burnat (illustrations de Cattaneo)
- N°07 : La Petite Princesse, 1959, de Frances Hodgson Burnett (illustrations de Cattaneo)
- N°08 : Kazan, 1959, de James Oliver Curwood (illustrations de Cattaneo)
- N°09 : Le Fils du loup, 1959, de Jack London (illustrations de Cattaneo)
- N°10 : Le Mas provençal, 1959, d'Olga de Drenteln (illustrations de Cattaneo)
- N°11 : Melissa, 1960, de James Oliver Curwood (illustrations de Cattaneo)
- N°12 : Le Secret du chalet suisse, 1960, de Carolyn Keene[1] (illustrations de Cattaneo)
- N°13 : La Femme d’un roi, 1960, de Jack London (illustrations de Cattaneo)
- N°14 : Fin tireur, 1960, de Clarence Mulford (illustrations de David Nardini)
- N°15 : Ivanhoé, 1960, de Walter Scott (illustrations de Cattaneo et Maraja)
- N°16 : Babette détective, 1960, de P. Mansbridge (illustrations de Cattaneo)
- N°17 : Graziella, 1960, de Alphonse de Lamartine (illustrations de David Nardini)
- N°18 : Plongeurs de Java, 1960, de F. Crisp (illustrations de Cattaneo)
- N°19 : Destination Mars, 1960, de Patrick Moore (illustrations de David Nardini)
- N°20 : Corsaire courageux, 1960, de Jean Burnat (illustrations de David Nardini)
- N°21 : François le bossu, 1960, de Comtesse de Ségur (illustrations de David Nardini)
- N°22 : Un bon petit diable, 1960, de Comtesse de Ségur (illustrations de David Nardini)
- N°23 : Eugénie Grandet, 1960, de Honoré de Balzac (illustrations de David Nardini)
- N°24 : Fanfan la tulipe, 1960, de Pierre Martin (illustrations de David Nardini)
- N°25 : Ben-Hur, 1960, de Lewis Wallace (illustrations de David Nardini)
- N°26 : Les Exploits du colonel Gérard, 1960, d'Conan Doyle (illustrations de David Nardini)
- N°27 : Les 500 Millions de la Bégum, 1960, de Jules Verne (illustrations de David Nardini)
- N°28 : Le Temple englouti, 1960, de John Blaine (illustrations de David Nardini)
- N°29 : Jane Eyre, 1960, de Charlotte Brontë (illustrations de David Nardini)
- N°30 : La Petite Fadette, 1960, de George Sand (illustrations de David Nardini)
- N°31 : Le Secret du clocher, 1960, de Carolyn Keene[1] (illustrations de David Nardini)
- N°32 : Sissi et son fils, 1960, d'Elizabeth Burnat (illustrations de David Nardini)
- N°33 : L'Allumeur de réverbères, 1960, de M. S. Cummins (illustrations de Lise Bartoli et Cattaneo)
- N°34 : Le Prince et le Pauvre, 1960, de Mark Twain (illustrations de Cattaneo et Maraja)
- N°35 : Le Roman de la momie, 1960 de Théophile Gautier (illustrations de David  Nardini)
- N°36 : Fille des Neiges, 1961, de Jack London (illustrations de Cattaneo)
- N°37 : La Tulipe noire, 1961, d'Alexandre Dumas (illustrations de David Nardini)
- N°38 : Mémoires d'un âne, 1961, de Comtesse de Ségur (illustrations de David Nardini)
- N°39 : Mystères des îles, 1961, de Robert de la Croix (illustrations de David Nardini)
- N°40 : Robur le Conquérant, 1961, de Jules Verne (illustrations de David Nardini)
- N°41 : Le Mystère de l’oiseau de bambou, 1961, de Carolyn Keene[1] (illustrations de David Nardini)
- N°42 : Le Petit Tambour d'Arcole, 1961, de Jean Burnat (illustrations de Leguen)
- N°43 : Le Capitaine Fracasse, 1961, de Théophile Gautier (illustrations de Leguen)
- N°44 : Pauvre Blaise, 1961, de Comtesse de Ségur (illustrations de Simone Baudoin)
- N°45 : Les Aventures de David Balfour, 1961, de Robert Louis Stevenson (illustrations de Rossini)
- N°46 : La Caravane vers l’ouest, 1961, d'Emerson Hough (illustrations de Henri Dimpre)
- N°47 : Les Robinsons Suisses, 1962, de Johann Wyss(illustrations de Landenna)
- N°48 : Jean Valjean, 1961, de Victor Hugo (illustrations de Henri Dimpre)
- N°49 : Cassidy joue et gagne, 1962, de Clarence Mulford (illustrations de Henri Dimpre)
- N°50 : Le Mystère de l’œil de rubis, 1962, de Carolyn Keene[1] (illustrations de Barbato)
- N°51 : L'Archer fantastique, 1962, de Frank Crisp (illustrations François Batet)
- N°52 : Moby-Dick, 1962, de Herman Melville (illustrations de Gaston de Sainte-Croix)
- N°53 : Helgvor du Fleuve Bleu, 1962, de J.-H. Rosny aîné. (illustrations de Gaston de Sainte-Croix)
- N°54 : Babette mène l'enquête, 1962, de P. Mansbridge (illustrations de Gaston de Sainte-Croix)
- N°55 : Le Secret de l'île verte, 1962, d'Enid Blyton (illustrations de G. Jasson)
- N°56 : Tarass Boulba, 1962, de Nicolas Gogol (illustrations de Barbato)
- N°57 : Le Mystère de l’anneau de jade, 1962, de Carolyn Keene[1](illustrations de Barbato)
- N°58 : L'Étrange Cas du docteur Jekyll et de M. Hyde, 1962, de Robert Louis Stevenson
- N°59 : Le Secret de la tour du guet, 1962, d'Enid Blyton (illustrations de G. Jasson)
- N°60 : Le Vengeur de Vercingétorix, 1962, de Jean Burnat (illustrations de Barbato)
- N°61 : Le Secret de la montagne jaune, 1963, d'Enid Blyton (illustrations de Gaston de Sainte-Croix)

## Source
- Bibliothèque nationale de France